# Facsimile-editie
Een facsimile-editie (of: fotomechanische herdruk) is een zo getrouw mogelijke heruitgave van een oorspronkelijk werk. Een facsimile-editie gaat verder dan een gewone getrouwe weergave van de tekst. Een facsimile-editie neemt ook materiële kenmerken van een editie over.
Facsimile-edities zijn in verschillende graden van nauwkeurigheid mogelijk: alleen de tekst correct overgenomen op het juiste formaat, of ook met de boekomslag perfect gekopieerd, of zelfs met de verschillen in de bladzijden overgenomen. Er zijn facsimile-edities van middeleeuwse perkamenten manuscripten, waarbij zelfs de onregelmatige vorm van elk blad werd overgenomen, en zelfs vlekken en andere onregelmatigheden werden gekopieerd. 
De bedoeling van een facsimile-editie is om zo getrouw mogelijke kopieën van zeldzame edities voor een breed publiek ter studie ter beschikking te stellen.